# Welcome Back My Friends to the Show That Never Ends
Welcome Back My Friends to the Show That Never Ends -- Ladies & Gentlemen, Emerson, Lake & Palmer är det andra livealbumet av den progressiva rockgruppen Emerson, Lake & Palmer, utgivet i augusti 1974.

## Låtlista
Sida ett
1. "Hoedown" - 4:55
2. "Jerusalem" - 2:51
3. "Toccata" - 7:24

Sida två
1. "Tarkus" - 16:42
  - "Eruption"
  - "Stones of Years"
  - "Iconoclast"
  - "Mass"
  - "Manticore"
  - "Battlefield (Including Epitaph)"

Sida tre
1. "Tarkus (Conclusion)" - 10:42
  - "Aquatarku"
2. "Take a Pebble (Including Still...You Turn Me On and Lucky Man)" - 11:07

Sida fyra
1. "Piano Improvisations (Including Friedrich Gulda's "Fugue" and Joe Sullivan's "Little Rock Getaway") - 11:53
2. "Take a Pebble (Conclusion)" - 3:33
3. "Jeremy Bender/The Sheriff (Medley)" - 5:06
4. "Karn Evil 9" - 35:19
  - "1st Impression"
  - "2nd Impression"
  - "3rd Impression"

Total speltid: 109:00

## Medverkande
- Keith Emerson - orgel, piano, övriga keyboards och sång på "Karn Evil 9 - 1st Impression"
- Greg Lake - sång, elbas, elektrisk och akustisk gitarr
- Carl Palmer - trummor och slagverk